# Turanogryllus dehradunensis
Turanogryllus dehradunensis is een rechtvleugelig insect uit de familie krekels (Gryllidae). De wetenschappelijke naam van deze soort is voor het eerst geldig gepubliceerd in 1969 door Bhowmik.